# 宙ポコ
『宙ポコ』（ちゅうポコ）は、藤子不二雄（のちの藤子・F・不二雄）による日本の漫画作品。小学館の『別冊コロコロコミック』（以下、『別コロ』と略）において、1983年4月号から同年6月号まで連載された。
藤子不二雄の藤本弘による単独執筆作品。

## 概要
それまで隔月刊であった『別コロ』が月刊化されることを記念して、新生『別コロ』の目玉として開始された作品である。当初は藤子の代表作である『ドラえもん』と同等、またはそれ以上のキャラクターを目指しており、連載開始時は誌上に「ドラえもんに続く最大のギャグヒーロー」「SFギャグ漫画の決定版」などと大掛かりな宣伝文句を掲げられ、『別コロ』の月刊化に合わせて開催されたイベント「コロコロまんがまつり」では看板キャラクターとして等身大のぬいぐるみが飾られるなど、鳴り物入りの登場を果たした。
しかし連載中、藤本が本作のことを「どうしてもドラえもんになってしまう」と苦悩していたことから、結果的にはわずか3回で連載を終了することとなった。宙ポコは何でもできる万能のキャラクターと設定されていたが、そのためにどうしてもドラえもんに似てしまい、新しい作品としての形が見えず、別の作品になり得なかったものと見られている。『コロコロ』の4代目編集長・黒川和彦は、本作執筆当時の藤本のことを「かなり苦しんでいた」と語っている。

## あらすじ
主人公・つとむ少年が山の中で出会った、小さな恐竜かゴジラの子供を思わせる全身黄色の謎の生物。それはソールス星という別の惑星から旅行で地球を訪れた宇宙人・宙ポコだった。高い知能と不思議な能力を持つ宙ポコを、つとむは自宅に住まわせ、いじめっ子のガマグチとイナリのコンビを懲らしめたり、ガールフレンドのマリに見せて自慢しようとするが、宙ポコは彼の身勝手さを怒り、地球を去ると言い出す。しかしガマグチたちに弱点を突かれて苦しんでいる宙ポコを、つとむが身を挺して助けたことで、2人は友達になる。こうしてつとむと宙ポコの、不思議な物語が始まる。

## 登場人物
宙ポコ(ちゅうポコ)
声 - 寺澤百花 (「Fシアター ゆめの町ノビランド」)
ソールス星人。全身が黄色い小型の恐竜かゴジラのような姿をしている。学校の春休みを利用して地球にやってきた。
つとむ
宙ポコを見つけた少年。
マリ
つとむのガールフレンド。
ガマ口
ガキ大将.
イナリ
ガマ口の腰巾着。

## 書誌情報
- 藤子・F・不二雄『ミラ・クル・1』中央公論社〈中公コミックス 藤子不二雄ランド〉、1989年。ISBN 978-4-12-410258-1。
- 藤子・F・不二雄『ミラ・クル・1 宙ポコ / 宙犬トッピ』小学館〈藤子・F・不二雄大全集〉、2010年。ISBN 978-4-09-143445-6。